# 1150-1159
De jaren 1150-1159 (van de christelijke jaartelling) zijn een decennium in de 12e eeuw.

## Belangrijke gebeurtenissen en ontwikkelingen

### West-Europa

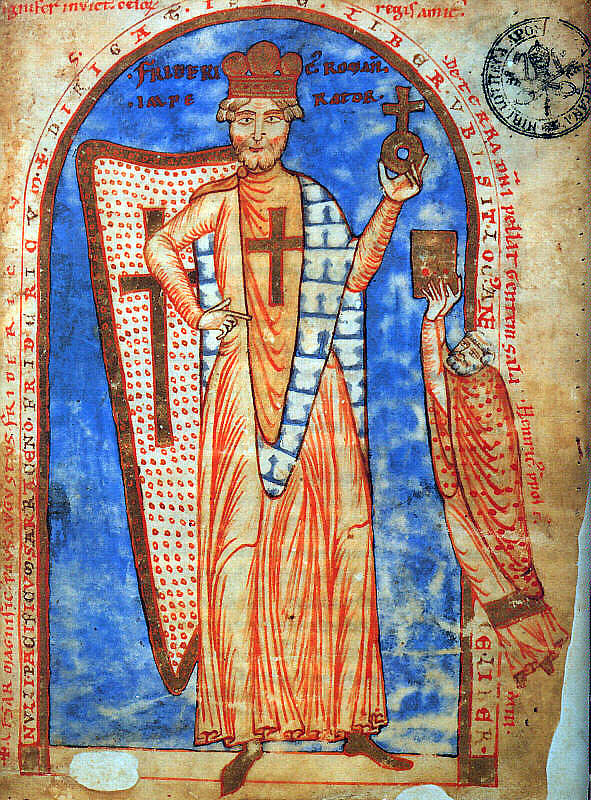
Frederik Barbarossa

- 1152 : Koenraad III (rooms-koning) sterft, hij wordt opgevolgd door zijn neef Frederik Barbarossa.
- 1154 : Stefanus van Engeland sterft. Hendrik II zoon van Mathilde van Engeland wordt tot koning van Engeland gekroond, als eerste koning van het huis Plantagenet.
- 1154 : Koning Rogier II van Sicilië sterft, hij wordt opgevolgd door zijn zoon Willem I van Sicilië.
- 1155 : Frederik Barbarossa verdrijft Arnold van Brescia uit Rome en wordt uit erkentelijkheid door paus Adrianus IV tot Rooms keizer gekroond.
- 1156 : Verdrag van Benevento. Paus Adrianus IV, het Heilig Roomse Rijk en het Byzantijnse Rijk vallen het koninkrijk Sicilië aan. Dankzij de kundige leiding van admiraal Maio van Bari kan er een vredesverdrag worden gesloten.
- 1156 : Privilegium Minus. Hendrik de Leeuw krijgt het hertogdom Beieren, in ruil wordt het rijk van Hendrik Jasomirgott opgewaardeerd tot het hertogdom Oostenrijk.
- 1159 : Paus Adrianus IV, de enige Engelse paus, sterft, hij wordt opgevolgd door paus Alexander III. Keizer Frederik Barbarossa is het hiermee niet eens en schuift Tegenpaus Victor IV (Octavianus) naar voor.

### Lage Landen
- Tussen 1152 en 1155 laat Keizer Frederik I de stad Nijmegen versterken met een muur en een aarden wal. Ook laat hij het Valkhof herstellen.
- Graaf Floris III van Holland begint in 1157 tol te heffen bij Geervliet, wat de Vlaamse handel op het Rijnland belemmert. Daarnaast laat hij Vlaamse schepen kapen en maakt met de heer van Beveren aanspraak op het Waasland. Filips van de Elzas grijpt in 1158 in en Floris moet zich onderwerpen aan Filips.
- 1159 : Godfried III van Leuven laat de motte van de Berthouts in Borgt tot de grond toe afbranden. Dit betekent het einde van de Grimbergse Oorlogen.

### Kalifaat van de Abbasiden
- 1157 : Beleg van Bagdad. De Abbasiden slaan met succes een aanval de Seltsjoeken af.

### Levant
- 1152 : Latijns patriarch van Jeruzalem Fulk van Angoulême komt tussen in een conflict tussen Boudewijn III van Jeruzalem en zijn moeder koningin Melisende. Na een kleine burgeroorlog weet Boudewijn de stad Jeruzalem voor zich te winnen en sluit Melisende en zijn jongere broer Amalrik op in de Toren van David. Melisende is politiek verslagen, waarna Boudewijn volledig heerser wordt. Later worden alle familieperikelen bijgelegd.

### Japan
- 1156 : Hogen-opstand was een Japanse burgeroorlog. Oorzaak was de onenigheid tussen de Japanse clans over de troonopvolging van de keizer en de macht van de Fujiwara. De opstand droeg sterk bij aan de opkomst van de samoeraiklasse, en uiteindelijk de eerste door samoerai beheerste overheid van Japan.

## Belangrijke personen
- Petrus Lombardus schrijft zijn Sententies.
- Hildegard van Bingen

<< · 1150 · 1151 · 1152 · 1153 · 1154 · 1155 · 1156 · 1157 · 1158 · 1159 · >>
<< · 1100-1109 · 1110-1119 · 1120-1129 · 1130-1139 · 1140-1149 · 1150-1159 · 1160-1169 · 1170-1179 · 1180-1189 · 1190-1199 · >>